# Le Courage au cœur

Le Courage au cœur (Taken in Broad Daylight) est un téléfilm américain réalisé par Gary Yates et diffusé le 15 février 2009 sur Lifetime Movie Network.

## Synopsis
C'est l'histoire vraie d'Anne Sluti, une adolescente enlevée qui réussit à rester vivante en manipulant son ravisseur, organisant son propre sauvetage et en négociant son retour, saine et sauve, après six journées d'enfer.

## Fiche technique
- Titre original : Taken in Broad Daylight
- Réalisation : Gary Yates
- Scénario : Charlene Blaine et Kim Delgado
- Durée : 89 minutes
- Pays :  États-Unis

## Distribution
- Sara Canning (VF : Ludivine Maffren) : Anne Sluti
- James Van Der Beek (VF : Thierry Wermuth) : Tony Zappa
- LeVar Burton : Mike Timbrook
- Diana Reis : Elaine Sluti
- Tom Anniko : Don Sluti
- Brian Edward Roach : Tom Sluti
- Alexandra Castillo (en) : Agent Reynolds
- Sarah Constible : Cat
- Jacqueline Loewen : Paige
- Garth Merkeley : Gary
- Adriana O'Neil : Diane
- Nancy Drake : Madame Zappa
- Karl Thordarson : Skeeter
- Robert Huculak : Agent Carter
- Aaron Hughes : Policier #1
- Kristen Harris : Katie Harris
- Curtis Moore : Présentateur télé
- Rea Kavanagh : Femme à la radio
- Gordon Tanner : Pasteur à la radio
- Jessica Burleson : Opératrice des secours
- Graham Ashmore
- Tricia Cooper
- Robert McLaughlin
- Steve Ratzlaff

## Accueil
Le téléfilm a été vu par environ 1,9 million de téléspectateurs lors de sa première diffusion.